# Lista över socialdemokratiska tidningar i Sverige
Detta är en lista över socialdemokratiska tidningar, som utkommit i Sverige.

## Socialdemokratiska tidningar i Sverige
- Aftonbladet, grundad 1830 av Lars Johan Hierta. Landsorganisationen (LO) köpte tidningen av Torsten Kreuger 1956. 1956–1962 kallade sig tidningen politiskt oberoende, från 1963 socialdemokratisk.
- Aftontidningen, Stockholm. Utkom med sitt första nummer den 26 mars 1942. LO och fackförbunden var ägare och initiativtagare till tidningen. Den upphörde att utkomma i november 1956.
- Arbetarbladet, Gävle. Grundad 1901. Namnet var till en början Gefle Arbetarblad men från 1902 kallades tidningen Arbetarbladet.
- Arbetaren, Motala, grundades 1902, upphörde 1906.
- Arbetet, Malmö. Grundad 1887 av Axel Danielsson som var redaktör till sin död 1899.
- Aurora, Ystad. Fram till 1928 var namnet Ystadsbladet Aurora. Grundad 1899, nedlagd december 1957.
- Dagbladet Nya Samhället, Sundsvall. Hette fram till 1950 enbart Nya Samhället. Började utkomma år 1900.
- Dala-Demokraten, Falun. Tidningen grundades 1917.
- Enköpings Nyheter, Enköping. Började utkomma i april 1925 med tre nummer i veckan. Första tiden betecknad som "vänster" men från 1928 socialdemokratisk. Nedlagd 1931. Avläggare var Tierps Nyheter 1930–1931. Tierps Nyheter fortsatte sin utgivningen efter modertidningens nedläggning.
- Eslöfs-Kuriren. Utkom under några månader 1909. Avläggare till Landskrona-Kuriren.
- Folkbladet, Stockholm. Veckotidning. Utkom i Stockholm 1894–1907.
- Folkbladet Östgöten, Norrköping. Tidningen startade 1 april 1905 och hette då Östergötlands Folkblad, vilket namn den behöll till 1966.
- Folket, Eskilstuna. Började utkomma januari 1906.
- Folkets Röst, Göteborg. Utkom med sitt första nummer i augusti 1887 och upphörde 1889.
- Folkviljan. Utgivningsorter Malmö och Stockholm. Utkom med sitt första nummer i mars 1882 i Malmö. Trycktes tidvis i Köpenhamn. Upphörde i februari 1885. Utgavs på nytt i Stockholm 1891–1892. August Palm var tidningens redaktör. Anses ha varit den första socialdemokratiska tidningen i Sverige.
- Gotlands Folkblad. Utkom åren 1911–1912 från Oskarshamn. Tidningen återupptogs från Visby 1928.
- Hallands Folkblad, Helsingborg. Utgavs åren 1916–1943 som avläggare till Skånska Socialdemokraten.
- Hälsinge-Kuriren, Söderhamn. Avläggare till Söderhamns-Kuriren. Utkom under åren 1949–1967.
- Hälsinglands Folkblad. Utkom åren 1915–1949. Föregångare till Hälsinge-Kuriren. Trycktes först som avläggare till Arbetarbladet i Gävle och från 1935 hos Söderhamns-Kuriren i Söderhamn.
- Härjedalen, Sveg. Veckotidning. Upptagen i partistyrelsens verksamhetsberättelse som partiorgan åren 1948–1963.
- Hässleholmaren. Avläggare till Kristianstads Läns-Demokraten, Kristianstad. Började utkomma i december 1947 och nedlades i december 1957.
- Jämtlands Folkblad, Östersund. Startade 1911 och upphörde 1914.
- Kalmar-Bladet. Trycktes i Oskarshamn som en avläggare till Oskarshamns-Bladet, som ägdes av Svenska Typografförbundet. Utkom februari 1905 till mars 1906.
- Karlskoga-Kuriren. Avläggare till Örebro-Kuriren. Började utkomma i oktober 1941.
- Kristianstads Läns-Demokraten, Kristianstad. Började utkomma sommaren 1932, på eget tryckeri från januari 1933. Nedlagd december 1957.
- Kronobergaren, Växjö. Började utkomma i juli 1934.
- Kuriren, Uddevalla. Tidningen var egentligen en fortsättning på Lysekils-Kuriren. Namnet Kuriren fick tidningen vid flyttningen till Uddevalla i slutet av 1921. Från april 1963 blev tidningen avläggare till Ny Tid. Nedlagd i december 1964.
- Landskrona-Kuriren, Landskrona. Började utkomma i januari 1899. Nedlagd 1910.
- Ljus och Jord. Avläggare till Arbetarbladet i Gävle. Utkom åren 1914 och 1915 med två nummer i veckan.
- Lysekils-Kuriren, Lysekil. Tidningens första nummer utkom den 8 juni 1901. Från 1909 hette tidningen Nya Lysekilskuriren och 1921 flyttade tidningen till Uddevalla, se Kuriren.
- Länstidningen, Östersund. Dess första nummer utkom den 18 juli 1924.
- Motala-Posten, Motala. Från att ha varit en borgerlig tidning till 1950 blev den socialdemokratisk. Från juli 1952 avläggare till Östgöten och nedlagd i november 1962.
- Mönsterås-Bladet. Tidningen var en avläggare till Oskarshamns-Bladet, utkom med första numret i oktober 1902 och nedlades 1903.
- Norrländska Socialdemokraten, Boden och senare Luleå. Tidningen startade med ett provnummer den 14 december 1918.
- Norrskensflamman, Luleå. Tidningen grundades av socialdemokraterna och första numret utkom 1906. Den blev vänstersocialistisk 1917 och kommunistisk 1922.
- Ny Tid, Göteborg. Första numret av tidningen utkom den 24 mars 1892. Fredrik Sterky blev tidningens förste redaktör och innehade posten till 1897. Tidningen nedlades 1966.
- Nya Folkbladet, Kalmar. Tidningen trycktes i Oskarshamn och började utkomma i maj 1908. Den nedlades i februari 1910.
- Nya Jämtland, Östersund. Började utkomma i december 1915 och upphörde i februari 1920.
- Nya Norrland, Sollefteå. Tidningen utkom med sitt första nummer den 5 december 1907. Vid partisplittringen 1917 blev den vänstersocialistisk, men 1922 blev den åter socialdemokratisk, då vänstersocialisterna återförenades med socialdemokraterna.
- Nya Samhället, Stockholm. En socialdemokratisk tidning som utkom med några få nummer under tiden juni-september 1886.
- Nya Älvsborgaren, Trollhättan. Tidningen började utkomma i december 1931 och upphörde i juni 1937.
- Oskarshamns-Bladet, Oskarshamn. Grundades i oktober 1902 av Svenska Typografförbundet för att bereda svartlistade typografer arbete. Tidningen var knappast något partiorgan utan allmänt radikal. Nedlagd 1909.
- Oskarshamnsnyheterna, Oskarshamn. En borgerlig tidning som 1933 blev socialdemokratisk. Från 1950 utkommer tidningen som avläggare till Östra Småland.
- Oscarshamnsposten, Oskarshamn. Grundades 1862 men var borgerlig till 1920 då den blev socialdemokratisk. Nedlades i juni 1923.
- Piteå-Tidningen, Piteå. Grundad 1915. Var borgerlig till 1929, då den blev socialdemokratisk.
- Proletären. Tidning för Östergötlands Arbetareparti, Norrköping. Första numret utkom den 17 februari 1888. Efter en oregelbunden utgivning upphörde tidningen 1893.
- Skaraborgaren, Falköping. Började utkomma 1926 och nedlades 1960.
- Skånska Socialdemokraten, Helsingborg. Tidningen fick 1954 ett tillägg till namnet – "Nyheterna". 1957 slopades det gamla namnet och den hette enbart Nyheterna. Grundades 1907 och upphörde 1965.
- Smålands Folkblad, Jönköping. Tidningen började utkomma i november 1901.
- Smålänningen, Jönköping. Tidningen utkom från 1908 till 1916 och var en veckotidning som utgavs av Smålands Folkblad.
- Social-Demokraten, Stockholm. Första numret (provnummer) utkom den 25 september 1885. Tidningen ändrade namn vid årsskiftet 1943–1944 och kallades Morgon-Tidningen. Den nedlades i oktober 1958. Social-Demokraten betraktades under hela sin tillvaro som partiets huvudorgan.
- Stockholms-Tidningen, Stockholm. Tidningen grundades 1889 och var borgerlig till 1956, då Torsten Kreuger sålde både Stockholms-Tidningen och Aftonbladet till LO. Stockholms-Tidningen deklarerade sig som politiskt obunden de första tre åren sedan den fått ny ägare, men från 1962 blev den socialdemokratisk. Nedlades 27 februari 1966.
- Sydöstra Sveriges Dagblad, Karlskrona. Grundades 1903 och hette då Blekinge Folkblad ända till december 1921.
- Söderhamns-Kuriren, Söderhamn. Grundades hösten 1895 och blev socialdemokratisk 1934. Från mars 1967 till mars 2007 hette tidningen Söderhamns-Hälsingekuriren. Avläggare: Hälsinglands Folkblad 1915–1948 och Hälsinge-Kuriren 1949–1967.
- Södertörns Folkblad, Södertälje. Utkom under månaderna maj-september 1908. Föregicks av Södertälje-Kuriren, som utkom med några få nummer våren 1908.
- Tierps Nyheter, Tierp. Var avläggare till Enköpings Nyheter till slutet av 1931. Började utkomma  i november 1930. Trycktes i Tierp 1932-1933. Upphörde den 29 december 1933.
- Viljan, Östersund. Startade 1909 och nedlades samma år. Utkom sporadiskt och trycktes omväxlande i Sundsvall och Härnösand.
- Värmlands Folkblad, Karlstad. Grundades 1906. Tidningen trycktes på Örebro-Kurirens tryckeri. Upphörde i maj 1910. I maj 1918 började tidningen åter utkomma och trycktes den första tiden i Örebro, men från 1919 på eget tryckeri i Karlstad.
- Västerbottens Folkblad, Umeå. Började utkomma i september 1917. Var vänstersocialistisk till 1923 då det vänstersocialistiska partiet förenades med det gamla partiet.
- Västergötlands Folkblad. Började utkomma i december 1910. Första tiden trycktes den i Falköping, men från 1912 på Ny Tids tryckeri och kan betraktas som avläggare till denna tidning. Nedlagd i november 1920.
- Västerviks-Demokraten, Oskarshamn. Tidningen började utkomma i oktober 1944. Åren 1944–1945 trycktes den i Norrköping och blev från december 1945 avläggare till Oskarshamns Nyheterna och från 1953 avläggare till Östra Småland i Kalmar.
- Västgöta-Demokraten, Borås. Tidningen började utkomma den 2 oktober 1926.
- Västmanlands Folkblad, Västerås. Tidningen utkom med sitt första nummer den 23 november 1918. Åren 1918–1920 trycktes den i Eskilstuna på Folkets tryckeri. Åren 1960–1966 hette tidningen Folkbladet för Västmanland. I maj 1966 gick tidningen upp i Folket, som utgav en avläggare kallad Folket, Västmanlands-edition. Från januari 1971 heter tidningen återigen Västmanlands Folkblad.
- Västra Sveriges Folkblad, Göteborg. Avläggare till Ny Tid som utkom åren 1912–1920.
- Örebro-Kuriren, Örebro. Grundades 1902 och första numret utkom i maj det året.
- Östgöten, Linköping. Grundades 1872 och var radikal men borgerlig till 1935, då den köptes av socialdemokraterna. Från november 1962 var tidningen avläggare till Östergötlands Folkblad och från februari 1966 till efterföljaren Folkbladet Östgöten.
- Östra Småland, Kalmar. Började utkomma 1928. Trycktes första tiden på Sydöstra Sveriges Dagblads tryckeri i Karlskrona. I december 1928 utkom tidningen från eget tryckeri i Kalmar. Avläggare till Östra Småland: Oskarshamnsnyheterna från 1950 och Västerviks-Demokraten från 1953.